# 인천정보산업진흥원
인천정보산업진흥원은 인천광역시에 소재했던 지역의 ICT, SW, CT, RT 지원, 육성 기관이다. 2002년 《인천광역시 정보산업진흥원 설립 및 지원 등에 관한 조례》가 제정되면서 설립되었다. 인천정보산업진흥원, 인천테크노파크, 인천경제통상진흥원을 통합한 인천경제산업정보테크노파크가 출범하면서 2016년 11월에 청산되었다.